# Schwartzia
Schwartzia là một chi thực vật có hoa trong họ Marcgraviaceae.

## Loài
Chi Schwartzia gồm các loài: